# ATR 42

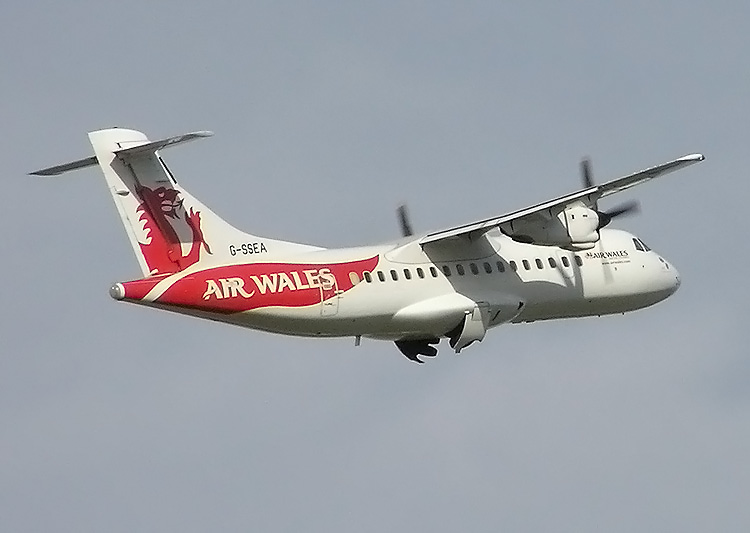
ATR 42 från det numera ej längre existerande Air Wales.

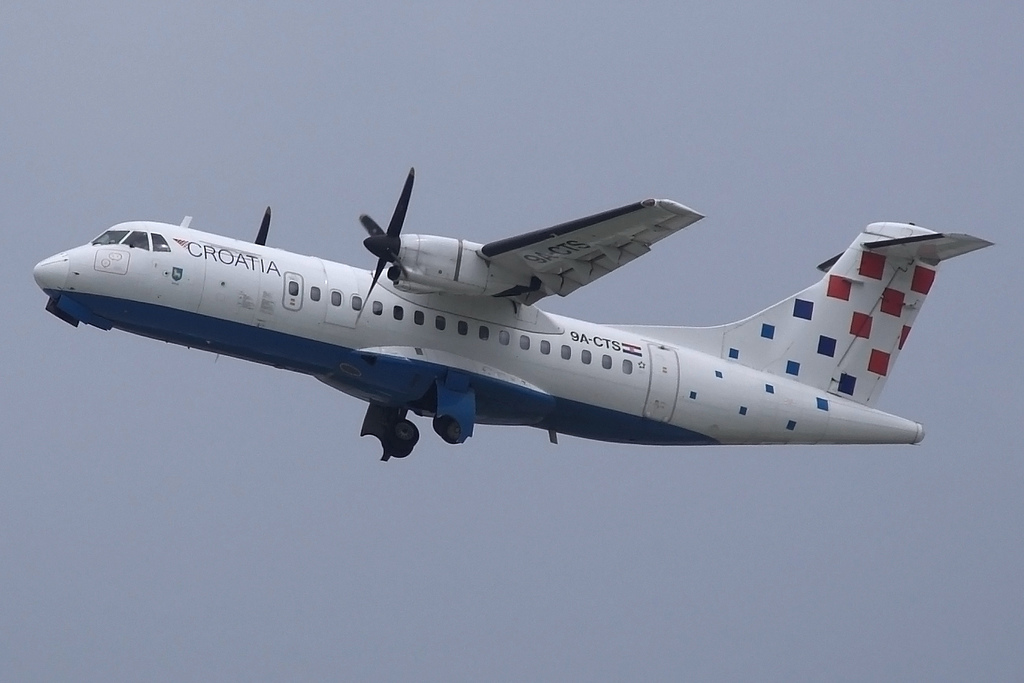
ATR 42 från Croatia Airlines.

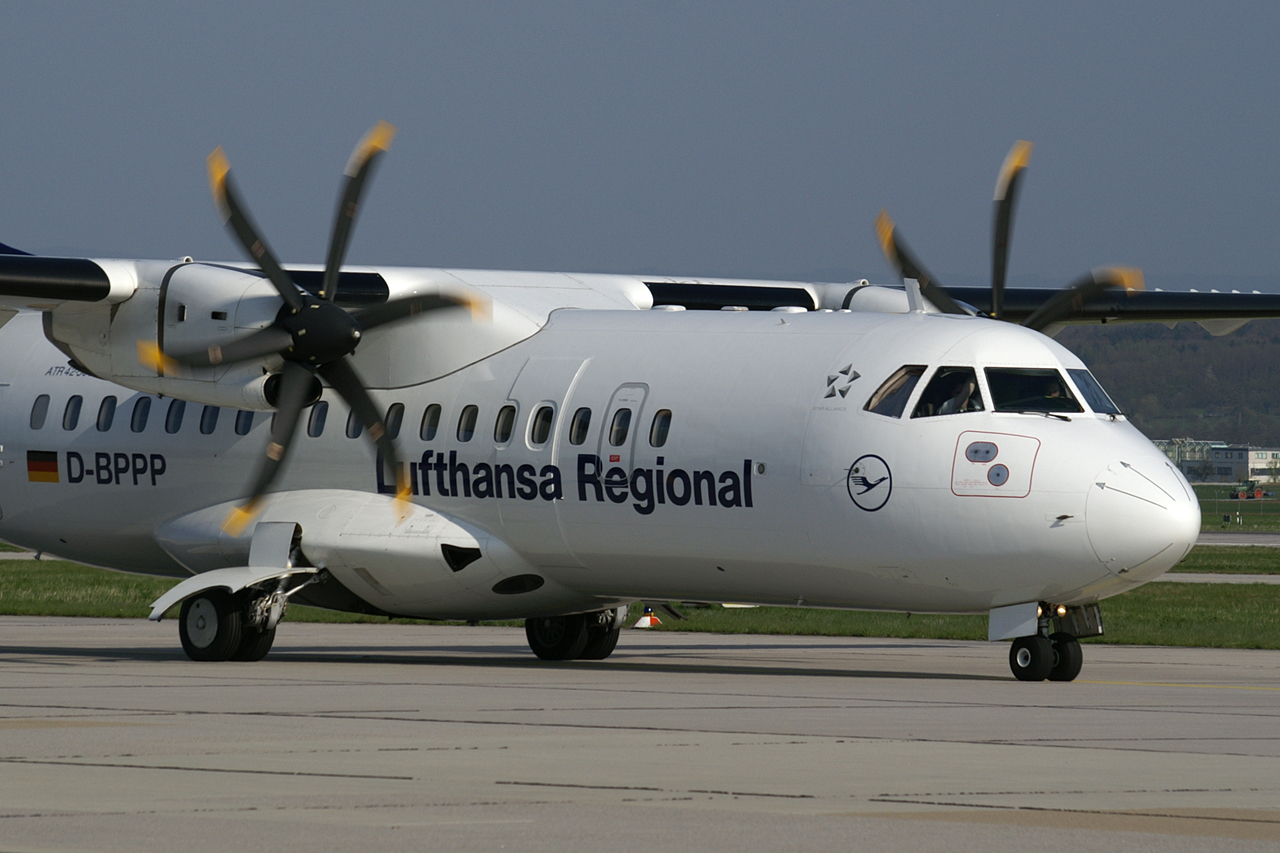
En ATR 42 från Lufthansa regional.

ATR 42 är ett propellerplan av ATR med två motorer med vilka man normalt sett bedriver matarflyg. Namnet ATR 42 kommer från standardantalet sittplatser, vilket varierar från 40–50 passagerare. Flygplanstypen flög första gången 1984 och har tillverkats i över 400 exemplar. 

## Varianter

### ATR 42-200/300
ATR 42-200/300 var den första versionen av ATR 42. Flygplanet hade två Pratt & Whitney Canada PW120-motorer. 

### ATR 42-320
ATR 42-320 var en uppgraderad version av ATR 42-300. Flygplanet hade två PW121-motorer.

### ATR 42-500
ATR 42-500 var en uppgraderad version av de föregående. Den stora skillnaden jämfört med versionerna ATR 42-200/300 och ATR 42-320 är att propellrarna har sex blad istället för fyra. Flygplanet drivs av två PW127E-motorer.

### ATR 42-600
ATR 42-600 är den version av ATR 42 som är i produktion, sedan 2012. Den har nyare motorer och en rad mindre ändringar.

### ATR 42-600S
ATR 42-600S är ny speciell version av ATR 42-600. Den är gjord för att kunna starta och landa på kortare banor, ned till 800 meter långa med begränsat antal passagerare och begränsad mängd bränsle, 900 meter långa med full last, jämfört med 1100 meter för ATR 42-600. Den har förändrade vingar för att klara lägre hastighet med mera. Den planeras vara i drift 2025.

## Operatörer

### Civila operatörer
Lista över civila operatörer

- Aer Arann (15)
- Aero Caribbean (3)
- Aero Express Del Ecuador (1)
- Aeromar (16)
- TACA REGIONAL (9)
- Air Antilles Express (3)
- Air Botswana (3)
- Air Contractors (14)
- Air Deccan (14)
- Air Dolomiti (6)
- Air Tahiti (4)
- Airlinair (17)
- Aviavilsa (1)
- Azerbaijan Airlines (2)
- Buddha Air (3)
- Bulgaria Air (2)
- Cimber Air (3)
- Contact Air (5)
- Croatia Airlines (3)
- Czech Airlines (8)
- DOT LT (4)
- Dutch Antilles Express (3)
- Empire Airlines (11)
- EuroLOT (6)
- Farnair Switzerland (3)
- FedEx Express (29)
- Finncomm Airlines (9)
- First Air (8)
- Fly540 (3)
- Flywise (4)
- Israir Airlines (4)
- KLM exel
- Mountain Air Cargo (12)
- Olympic Airlines (6)
- Pantanal Linhas Aéreas (4)
- Precision Air (4)
- Pakistan International Airlines (7)
- Regional Air Lines (6)
- Santa Barbara Airlines (5)
- TAROM (7)
- Total Linhas Aéreas (3)
- TRIP Linhas Aéreas (12)
- UTair Aviation (4)
- West Wind Aviation (3)
- Air Saint-Pierre (1)

### Militära och regeringar
Italien
- Guardia di Finanza (5 ATR 42 MP:s)

 Libyen
- Libyan Government (En ATR42 MP på order för leverans 2009)

 Nigeria
- Nigerian Air Force (Två ATR 42 MP:s på order för leverans 2009)